# Mùa bão Tây Bắc Thái Bình Dương 1997
Mùa bão Tây Bắc Thái Bình Dương 1997 không có giới hạn chính thức, nó trải dài suốt năm, bắt đầu từ 1 tháng 1 và kết thúc vào 31 tháng 12. Tuy nhiên tháng 5 đến tháng 11 là giai đoạn tập trung số lượng lớn các xoáy thuận nhiệt đới hình thành.. Đây là mùa bão hoạt động mạnh nhất từng được ghi nhận trên Trái Đất với số lượng kỷ lục các cơn bão mạnh, 10 cơn siêu bão cấp 5 trong thang bão Saffir-Simpson và tổng chỉ số ACE là 594.11.
Phạm vi của bài viết giới hạn ở khu vực Thái Bình Dương, phần phía Bắc đường xích đạo và bên trái của đường đổi ngày quốc tế. Những cơn bão hình thành ở khu vực phía Bắc xích đạo và bên phải đường đổi ngày quốc tế thuộc về khu vực Đông Bắc Thái Bình Dương (xem Mùa bão Đông Bắc Thái Bình Dương 1997). Những cơn bão nhiệt đới hình thành tại Tây Bắc Thái Bình Dương được đặt tên bởi Trung tâm Cảnh báo Bão Liên hợp (Joint Typhoon Warning Center (gọi tắt là JTWC)). JTWC sẽ đặt tên cho cơn bão khi vận tốc gió duy trì 1 phút của một vùng áp thấp nhiệt đới đạt 40 dặm/giờ (65 km/giờ). Áp thấp nhiệt đới ở Tây Bắc Thái Bình Dương sẽ được ký hiệu bởi chữ W phía sau số thứ tự của chúng. Áp thấp nhiệt đới trở lên hình thành hoặc đi vào khu vực theo dõi của Philippines cũng sẽ được đặt tên bởi Cục quản lý Thiên văn, Địa vật lý và Khí quyển Philippines hay gọi tắt là PAGASA. Điều này là lý do khiến cho nhiều trường hợp, một cơn bão có hai tên gọi khác nhau.

## Tóm lược mùa bão
Mùa bão Tây Bắc Thái Bình Dương 1997 ghi nhận số lượng bất thường các cơn siêu bão, với 11 cơn bão đạt vận tốc gió 135 hải lý/giờ trở lên (gió duy trì 1 phút) (130 hải lý/giờ trở lên sẽ được gọi là siêu bão bởi JTWC). Trong đó có tới 10 cơn siêu bão cấp 5 trong thang bão Saffir-Simpson (vận tốc gió duy trì liên tục trong 1 phút từ 140 hải lý/giờ trở lên). Nguyên nhân do hiện tượng El Niño hoạt động rất mạnh trong giai đoạn 1997-1998, tạo ra số lượng nhiều bất thường các cơn bão và cường độ lớn ở không chỉ Tây Bắc mà toàn bộ khu vực Thái Bình Dương trong năm 1997. Tuy nhiên may mắn là hầu hết trong số chúng giữ trạng thái mạnh nhất lúc ở xa ngoài đại dương và ít ảnh hưởng tới đất liền.

### Vài thông tin
Khi cơn bão Peter đổ bộ vào miền Nam Nhật Bản và ngày 27 tháng 6, đó là lần đầu tiên ghi nhận 2 cơn bão đổ bộ đất liền Nhật Bản trong cùng tháng 6 kể từ năm 1951, khi bắt đầu có các tài liệu đáng tin cậy.. Theo JTWC, đã có 11 cơn bão đạt tới cường độ siêu bão, 10 trong số chúng trở thành siêu bão cấp 5, đó là số lượng nhiều kỷ lục các cơn siêu bão cấp 5 trong một mùa bão từng được ghi nhận.

## Các cơn bão
Trong thông tin về các cơn bão dưới đây, vận tốc gió được đưa ra có sự khác biệt giữa Trung tâm Cảnh báo Bão Liên hợp (JTWC) và Cơ quan Khí tượng Nhật Bản (JMA). Do JTWC sử dụng tiêu chí của Hoa Kỳ xác định vận tốc gió duy trì liên tục tối đa trong khoảng thời gian là 1 phút, trong khi JMA xác định vận tốc gió duy trì liên tục trong khoảng thời gian 10 phút. Sự khác biệt này dẫn đến kết quả là vận tốc gió đưa ra bởi JTWC thường lớn hơn con số của JMA cho cùng một cơn bão.

### Áp thấp nhiệt đới Hannah (Atring)
Vào đầu tháng 1, một khu vực mây đối lưu đã hình thành dọc theo một rãnh thấp gần xích đạo ngay sát phía Tây đường đổi ngày quốc tế. Hệ thống di chuyển ổn định về phía Tây, và duy trì bất tổ chức trong vòng một tuần. Đến ngày 18 tháng 1, đối lưu sâu được tăng cường và hoàn lưu mực thấp bắt đầu hình thành, và vào lúc 0000 UTC ngày 19 vùng nhiễu động đã phát triển thành áp thấp nhiệt đới 01W trên khu vực phía Tây Nam Guam. Dựa vào ước tính từ ảnh vệ tinh, JTWC đã nâng cấp hệ thống lên thành bão nhiệt đới Hanah 6 giờ sau kể từ lúc nó bắt đầu hình thành. Đối lưu nhanh chóng tổ chức thành những dải mây xoắn, và đến sáng sớm ngày 20, Hannah đạt đỉnh với vận tốc gió 60 dặm/giờ khi trên khu vực gần Yap. Một thời gian sau. độ đứt gió tăng lên khiến cơn bão suy yếu. Ngoài ra, việc tương tác với một hệ thống ngoại nhiệt đới lớn và mạnh dẫn đến việc Hannah di chuyển thất thường, và đến ngày 22 nó đã suy yếu thành áp thấp nhiệt đới. Hannah sau đó di chuyển theo hướng Tây Nam ổn định, trước khi tan trên vùng biển phía Đông Philippines, gần đảo Mindanao vào ngày 27.
Trong giai đoạn hoạt động cuối cùng của cơn bão, Cục quản lý Thiên văn, Địa vật lý và Khí quyển Philippines PAGASA bắt đầu đưa ra những cảnh báo về Hannah khi nó chỉ đang còn là áp thấp nhiệt đới. Tổ chức này đặt tên nó là áp thấp nhiệt đới Atring. Hannah không được JMA công nhận là bão nhiệt đới, họ phân loại nó là áp thấp nhiệt đới.

### Bão Isa
Isa hình thành từ một nhiễu động trong rãnh gió mùa trên khu vực gần quần đảo Caroline vào ngày 12 tháng 4. Ban đầu hệ thống di chuyển thất thường, dù vậy sau khi mạnh lên thành bão nhiệt đới nó đã vòng về hướng Tây do chịu ảnh hưởng từ áp cao cận nhiệt ở phía Bắc. Sau đó Isa tăng cường một cách chậm rãi, đạt đỉnh trong ngày 20 với vận tốc gió duy trì 1 phút là 165 dặm/giờ (270 km/giờ) theo như báo cáo của JTWC, trở thành siêu bão cấp 5 đầu tiên của mùa bão. JMA nhận định vận tốc gió duy trì 10 phút tối đa của cơn bão là 100 dặm/giờ (155 km/giờ). Sau khi đổi hướng di chuyển về phía Bắc, Isa tăng tốc dần về phía Đông Bắc, và hợp nhất với một xoáy thuận ngoại nhiệt đới lớn vào ngày 24.
Trong giai đoạn hoạt động đầu, Isa gây mưa nhỏ và gió tương đối tại Pohnpei. Sau đó, một dải mây tĩnh từ cơn bão đã đem đến một lượng ẩm lớn cho Guam khi ở đây đang là mùa khô. Thiệt hại tại Guam là 1 triệu USD (USD 1997, tương ứng 1,3 triệu năm 2006), phần lớn là thiệt hại mùa màng. Không có trường hợp thiệt mạng được báo cáo.

### Bão nhiệt đới Jimmy
Một hệ thống gió Tây thổi ở tầng thấp gần xích đạo đã phát triển ra một vùng mây đối lưu trong ngày 18 tháng 4, đây cũng là hệ thống đã tạo ra cơn bão Isa trước đó. Vùng mây này trôi dạt về phía Tây - Tây Bắc, và vào ngày 21 nó tách ra khỏi hệ thống gió Tây. Tại thời điểm 0400 UTC ngày 22 tháng 4, JTWC ban hành "Cảnh báo về sự hình thành của xoáy thuận nhiệt đới" với hệ thống mây, và 2 giờ sau họ đã ban hành cảnh báo đầu tiên về bão nhiệt đới Jimmy khi nó ở vị trí cách Guam khoảng 1360 km phía Đông Nam. Cùng lúc đó JMA phân loại nó là một áp thấp nhiệt đới.
Jimmy tiếp tục di chuyển theo hướng Tây Bắc xuyên qua phần bị phá vỡ của áp cao cận nhiệt gây ra bởi Isa, và tăng cường ổn định khi nó đi qua vùng có độ đứt gió theo chiều thẳng đứng yếu. Sau đó cơn bão vòng ngược sang hướng Đông Bắc và đạt đỉnh với vận tốc gió 55 dặm/giờ trong ngày 24. Trong khi đó JMA đánh giá Jimmy đạt cấp độ tối đa là một cơn bão nhiệt đới nhỏ trong suốt quãng thời gian nó tồn tại. Duy trì cường độ mạnh nhất trong khoảng 18 giờ, gió Tây Nam trên cao mạnh nhanh chóng làm suy yếu cơn bão. Và vào cuối ngày 25 JTWC ban hành thông báo cuối cùng về Jimmy sau khi tâm hoàn lưu mực thấp của nó bị lộ ra, tách biệt hoàn toàn với mây đối lưu. Vào ngày 26 tháng 4, Jimmy bị hấp thụ bởi một Frông trên Thái Bình Dương. Cơn bão ít ảnh hưởng đến đất liền.

### Bão nhiệt đới Kelly
Một rãnh thấp gần xích đạo phát triển ra một vùng mây đối lưu trong ngày 4 tháng 5. Trong hai ngày tiếp theo, vùng thấp trở nên ngày một tổ chức hơn và mạnh lên. Đến cuối ngày 6 tháng 5, JTWC ban hành "Cảnh báo về sự hình thành của xoáy thuận nhiệt đới" và không lâu sau hệ thống đã được phân loại là áp thấp nhiệt đới 04W. Áp thấp nhiệt đới tăng cường chậm và vào sáng sớm ngày mùng 8 nó đã mạnh lên thành bão nhiệt đới và được đặt tên là Kelly. Kelly có thể đã mạnh lên một chút trước khi độ đứt gió theo chiều thẳng đứng cao tác động làm suy yếu cơn bão. Kelly giảm cấp xuống còn áp thấp nhiệt đới vào ngày mùng 10 và tàn dư của nó biến mất vào ngày 11.

### Bão nhiệt đới Levi (Bining)
Áp thấp nhiệt đới 05W đã trôi dạt về phía Đông vượt qua Philippines trong cuối tháng 5. Sau đó nó di chuyển theo hướng Đông Bắc, mạnh lên thành bão nhiệt đới, và cuối cùng chuyển đổi thành một xoáy thuận ngoại nhiệt đới trong ngày 30 tháng 5. Tại Phillippines, 53 người đã thiệt mạng và 210.000 người khác phải di dời do bão.
Cục quản lý Thiên văn, Địa vật lý và Khí quyển Philippines PAGASA đã theo dõi cơn bão từ ngày 26 đến ngày 29 tháng 5, và họ đặt tên nó là Bining.

### Bão Marie
Vào ngày 23 tháng 5, một vùng đối lưu rộng lớn đã hội tụ lại hình thành nên một vùng áp suất thấp, ngay phía trên quần đảo Mariana. Vùng áp thấp này mạnh lên thành áp thấp nhiệt đới trong ngày 26, trước khi trở thành bão cấp 1 hai ngày sau. Bão Marie đạt đỉnh vào ngày 31 với cường độ bão cấp 2, sau đó nó bước vào chu trình thay thế thành mắt bão. Đến ngày 2 tháng 6, Marie đã chuyển đổi thành một xoáy thuận ngoại nhiệt đới.

### Bão Nestor
Vào cuối tháng 5, một vùng mây đối lưu đã phát triển trên khu vực gần quần đảo Marshall và nó nhanh chóng phát triển thành một vùng áp suất thấp. Đến ngày 1 tháng 6, vùng áp thấp đã mạnh lên thành một áp thấp nhiệt đới. Sau đó, áp thấp nhiệt đới tiếp tục mạnh lên thành bão cấp 1 vào ngày 7 tháng 6, cùng lúc nó bắt đầu tác động đến quần đảo Mariana. Quá trình tăng cường tiếp tục cho đến ngày mùng 10 với việc Nestor đạt đỉnh là một siêu bão cấp 5. Vào thời điểm đó, cơn bão bắt đầu biểu lộ các đặc tính của một xoáy thuận nhiệt đới hình khuyên. Sau đó Nestor dần suy yếu, đồng thời nó phát triển ra một mắt bão có đường kính đo được lên tới 65 km. Vào ngày 15 tháng 6, Nestor đã chuyển đổi thành một xoáy thuận ngoại nhiệt đới.

### Bão Opal (Kuring)
Cục quản lý Thiên văn, Địa vật lý và Khí quyển Philippines PAGASA đã theo dõi cơn bão từ ngày 15 đến ngày 18 tháng 6, và họ đặt tên nó là Kuring.
Để chuẩn bị cho bão Opal, các hãng hàng không Nhật Bản đã hủy bỏ 107 chuyến bay nội địa và tạm dừng tất cả các chuyến phà. Tại Nhật Bản, 6.750 trường học đã phải đóng cửa do bão. Một người chết đuối sau khi bị văng ra khỏi thuyền do biển động trong khi đang cố gắng neo giữ nó ở cảng. Mưa lớn cũng gây ngập lụt các tuyến đường trên toàn khu vực. Cơn bão đã tạo ra 14 trận lở đất, làm ngập lụt 50 ngôi nhà và khiến 800 người lâm vào cảnh không có điện. Tổng cộng có ba người thiệt mạng tại Nhật Bản bởi bão Opal.

### Bão Peter (Daling)
Cục quản lý Thiên văn, Địa vật lý và Khí quyển Philippines PAGASA đã theo dõi cơn bão từ ngày 22 đến ngày 26 tháng 6, và họ đặt tên nó là Daling.
Các chuyến bay quốc tế và nội địa đã bị hủy bỏ trên toàn nước Nhật và các dịch vụ bến phà bị đình chỉ trước khi bão đến. Những cơn mưa lớn được tạo ra từ cơn bão đã kích hoạt các trận lở đất khắp Nhật Bản, làm 3 người thiệt mạng. Một trận lở đất đã làm một chiếc tàu hỏa trật đường ray khiến 28 người bị thương. Cơ quan Khí tượng Nhật Bản ước tính lượng mưa do cơn bão gây ra lên tới 14 inch (360 mm).

### Bão Rosie (Elang)
Áp thấp nhiệt đới 10W hình thành trên khu vực gần quần đảo Caroline vào ngày 18 tháng 7. Hệ thống dần mạnh lên thành bão nhiệt đới Rosie và sau đó là một siêu bão cấp 5 vào ngày 22. Rosie tiếp tục di chuyển lên phía Bắc và dần suy yếu. Cơn bão đã đổ bộ vào Shikoku, Nhật Bản trong ngày 26 với cường độ bão cấp 1. Tại Nhật Bản, đã có năm người thiệt mạng và 1.200 người khác phải di dời do bão.
Cục quản lý Thiên văn, Địa vật lý và Khí quyển Philippines PAGASA đã theo dõi cơn bão từ ngày 22 đến ngày 26 tháng 7, và họ đặt tên nó là Elang.

### Bão nhiệt đới Scott
Vào khoảng giữa tháng 7, một hoàn lưu mực trung đã hình thành trong phạm vi một rãnh trên tầng đối lưu (TUTT). Hoàn lưu tạo ra hướng về phía bề mặt, và trong ngày 20 hệ thống này phát triển ra một tâm hoàn lưu mực thấp gắn kết với đối lưu rải rác. Dựa vào tổ chức cấu trúc của hệ thống, JMA đã phân loại nó là một áp thấp nhiệt đới yếu vào sáng sớm ngày 20 khi vị trí của nó ở cách Farallon de Pajaros, hòn đảo xa nhất về phía Bắc quần đảo Bắc Mariana khoảng 820 km về phía Đông Bắc. Ban đầu, sự phát triển của cơn bão bị cản trở bởi dòng thổi ra của bão Rosie; sau khi trôi dạt về phía Tây Bắc trong 2 ngày hệ thống chuyển hướng Đông Bắc, và đến ngày 24 tác động của bão Rosie lên nó đã giảm đáng kể. Nhờ đó, vùng áp thấp có thể tổ chức một cách nhanh chóng nên JTWC đã phân loại nó là áp thấp nhiệt đới 11W trong cùng ngày.
Sự hình thành của một xoáy nghịch ở phía Tây Bắc của áp thấp nhiệt đới đã buộc nó phải di chuyển theo hướng Đông Nam. 11W trở nên ngày một kém tổ chức, và vào ngày 26 tháng 7 JTWC đã ban hành cảnh báo cuối cùng về vùng áp thấp, với niềm tin là nó sẽ sớm tan biến. Tuy nhiên không lâu sau đó, hệ thống bắt đầu tái tổ chức, và đến ngày 27 nó phát triển thành bão nhiệt đới Scott. Cơn bão di chuyển theo hướng Tây Bắc, rồi đến Tây, và cuối cùng chuyển hướng Đông Bắc. Scott mạnh lên dần đều và đạt vận tốc gió tối đa 65 dặm/giờ (105 km/giờ) trong ngày 29. JMA đã nâng áp thấp nhiệt đới lên thành một cơn bão nhiệt đới trong ngày 28, và đánh giá nó đạt đỉnh với vận tốc gió 45 dặm/giờ (75 km/giờ). Scott duy trì cường độ mạnh nhất trong khoảng 12 giờ trước khi tăng tốc về phía Đông Bắc và suy yếu dần. Vào ngày 3 tháng 8 JMA nhận định hệ thống đã tan trên khu vực gần đảo Gareloi thuộc Alaska. Cơn bão không gây tác động đến đất liền. Scott là cơn bão duy nhất của mùa bão không hình thành từ rãnh gió mùa (monsoon trough).

### Bão Tina (Huling)
Cục quản lý Thiên văn, Địa vật lý và Khí quyển Philippines PAGASA đã theo dõi cơn bão từ ngày 31 tháng 7 đến ngày 6 tháng 8, và họ đặt tên nó là Huling.

### Bão nhiệt đới Victor (Goring) (bão số 1)
Cục quản lý Thiên văn, Địa vật lý và Khí quyển Philippines PAGASA đã theo dõi cơn bão từ ngày 30 đến ngày 31 tháng 7, và họ đặt tên nó là Goring. Tại Trung Quốc, cơn bão khiến 65 người chết và thiệt hại vật chất là 241 triệu USD.

### Bão Winnie (Ibiang)
Vào ngày 5 tháng 8, một áp thấp nhiệt đới đã hình thành trên khu vực gần quần đảo Marshall. Hệ thống di chuyển về phía Tây Bắc và mạnh dần lên thành bão nhiệt đới trong ngày mùng 9. Cơn bão ngày một mạnh lên nhanh chóng khi điều kiện trở nên thuận lợi hơn, và Winie đã đạt cường độ bão cuồng phong vào ngày mùng 10. Hai ngày sau, Winnie trở thành siêu bão thứ tư của mùa bão với vận tốc gió tối đa 160 dặm/giờ. Sau đó, mắt bão trở nên lớn hơn và méo mó, không rõ ràng, với thành mắt bão phía ngoài có đường kính lên tới 200 dặm. Vào ngày 18, bão Winnie lúc này đã suy giảm chỉ còn là bão cấp 1 di chuyển qua khu vực cách phía Bắc Đài Loan và đổ bộ vào bờ biển phía Đông Trung Quốc. Cơn bão tiếp tục suy yếu và tan trong ngày 19. Tàn dư của Winnie di chuyển theo hướng Đông Bắc, đem đến mưa lớn và gây thiệt hại dọc theo một số vùng của Trung Quốc. Có tất cả 212 người thiệt mạng vì bão Winnie, cùng khoảng hơn 1 triệu người phải đi di dời, thiệt hại vật chất là 4,1 tỉ USD.

### Bão nhiệt đới Yule
Bão Yule đã sáp nhập với áp thấp nhiệt đới 16W trong giai đoạn đầu quãng đời. Nó đạt được cường độ bão cấp một trong một thời gian ngắn.

### Áp thấp nhiệt đới 16W
Áp thấp nhiệt đới 16W phát triển từ một nhiễu động nhiệt đới. Vùng nhiễu động này ở khá gần một vùng nhiễu động khác mà sau này đã trở thành cơn bão Yule. Vào ngày 17 tháng 8, vùng nhiễu động đã phát triển ra đối lưu đáng kể đủ để được tuyên bố là một áp thấp nhiệt đới. Tuy nhiên, khi vừa được nâng cấp, nó đã bắt đầu chịu tác động bởi cơn bão Yule ở ngay gần đó. 16W bị khống chế bởi Yule và sự sáp nhập giữa hai hệ thống đã diễn ra trong ngày 19, dẫn đến sự tan biến của áp thấp nhiệt đới 16W.

### Bão nhiệt đới Zita (Luming) (bão số 2)
Hình thành từ một vùng nhiễu động nhiệt đới trên Biển Đông trong ngày 19 tháng 8, Zita di chuyển theo hướng Tây và nhanh chóng mạnh lên do độ đứt gió thấp trong khu vực. Cơn bão đạt vận tốc gió 85 dặm/giờ khi đổ bộ vào bán đảo Lôi Châu vào sáng sớm ngày 22. Duy trì cường độ đó, Zita đổ bộ lần thứ hai vào miền Bắc Việt Nam vào cuối ngày trước khi nhanh chóng suy yếu trên đất liền. Tàn dư của Zita biến mất trên khu vực Tây Bắc Việt Nam, sát biên giới vào ngày 24 tháng 8. Ngay trong giai đoạn đầu hoạt động, Cục quản lý Thiên văn, Địa vật lý và Khí quyển Philippines PAGASA đã theo dõi cơn bão và họ đặt tên nó là Luming. Có tất cả bảy người thiệt mạng do bão, tổn thất là 438 triệu USD, hầu hết thiệt hại là tại Trung Quốc.

### Bão Amber (Miling)
Amber là cơn bão thứ 18 của mùa bão. Áp thấp nhiệt đới ban đầu di chuyển chậm theo hướng Tây - Tây Bắc giữa một áp cao cận nhiệt đới và cơn bão Zita và nó phát triển với một tốc độ nhanh hơn bình thường. Vào ngày 26 tháng 8, bão nhiệt đới Cass hình thành ở phía Tây - Tây Nam khiến Amber tăng tốc về phía trước theo hướng Tây Bắc do ảnh hưởng của hiệu ứng Fujiwhara. Amber đã trải qua chu trình thay thế thành mắt bão từ ngày 25 đến 27 tháng 8, và di chuyển qua Đài Loan với vận tốc gió tối đa 95 knot. Sau đó cơn bão vượt eo biển Đài Loan, đổ bộ vào Trung Quốc với cường độ bão cấp 1. Vào ngày 30 tháng 8, Amber hấp thụ hoàn toàn Cass, trong đất liền Trung Quốc, trước khi thoái hóa xuống còn là tàn dư một vùng thấp và tan vào cuối ngày. Thiệt hại do Amber gây ra là 52 triệu USD.
Cục quản lý Thiên văn, Địa vật lý và Khí quyển Philippines PAGASA đã theo dõi cơn bão trong phần lớn quãng thời gian hoạt động của nó, và họ đặt tên cơn bão là Miling.

### Bão Bing
Khi còn là một cơn bão nhiệt đới, Bing đã di chuyển qua quần đảo Mariana và gây mưa xối xả, tiếp nối những trận mưa lớn trước đó vào đầu tháng. Lượng mưa tối đa ghi nhận được ở căn cứ Không quân Andersen tại đảo Guam là 6.17 inch (157 mm) và tại Tiyan là 5.19 inch (132 mm). Một trận lở đất ở Santa Rita đã gây hư hại cấu trúc đáng kể. Vào ngày 1 tháng 9, Bing vòng qua quần đảo Bonin. Gió duy trì đạt 34 dặm/h (55 km/h) và gió giật 47 dặm/giờ (75 km/giờ). Tàn dư của Bing - một xoáy thuận ngoại nhiệt đới gây mưa lớn cho quần đảo Aleutian vào khoảng giữa ngày mùng 6 và 7 tháng 9. Gió giật vượt quá 60 dặm/giờ (95 km/h) ở một vài khu vực.

### Bão nhiệt đới Cass (bão số 3)
Vào ngày 25 tháng 8, một vùng áp suất thấp đã hình thành trên Biển Đông, khu vực phía Tây Philippines. Sau đó, vùng áp thấp bắt đầu mạnh dần lên thành một áp thấp nhiệt đới trong ngày 28. Hệ thống đã không thể mạnh lên trong một khoảng thời gian tiếp theo, do khi đó tồn tại một cơn bão mạnh hơn nhiều ở phía Đông, gần nó (bão Amber). Tuy nhiên, Amber sớm sau đó bắt đầu di chuyển lên phía Bắc, khiến khoảng cách giữa nó và Cass xa hơn một chút, vừa đủ để giúp cho Cass mạnh lên thành bão nhiệt đới. Lúc Amber bắt đầu đổ bộ vào Đài Loan, một dòng thổi vào mạnh ở phần phía Nam của nó đã kéo Cass lên phía Bắc, trong một hiệu ứng được biết đến như là hiệu ứng Fujiwara. Khi Amber đổ bộ và đi sâu vào trong đất liền Trung Quốc, Cass bị kéo lại rất gần Amber, trong khi Cass vẫn duy trì cường độ bão nhiệt đới. Điều ngày khiến cơn bão suy yếu nghiêm trọng khi nó đổ bộ đất liền vào ngày 30 tháng 8. Một thời gian ngắn sau, Cass bị hấp thụ bởi Amber, trong đất liền Trung Quốc.

### Bão Oliwa
Vào ngày 2 tháng 9, gió mùa hoạt động đã hình thành nên áp thấp nhiệt đới 2C trên khu vực trung tâm Thái Bình Dương. Hệ thống di chuyển chậm về phía Tây, mạnh lên bão nhiệt đới trong ngày 3 tháng 9. Cuối ngày hôm đó, Oliwa vượt qua đường đổi ngày quốc tế, và tiếp tục tăng cường chậm trở thành bão cuồng phong trong ngày mùng 8. Ngày hôm sau, Oliwa mạnh lên nhanh chóng, đạt đỉnh với vận tốc gió 160 dặm/giờ; trở thành siêu bão thứ 6 và là siêu bão cấp 5 thứ năm của mùa bão. Sau đó Oliwa suy yếu dần khi nó di chuyển về hướng Tây. Cơn bão tấn công Nhật Bản vào ngày 15 và 16, trước khi tiếp tục di chuyển theo hướng Đông Bắc rồi tan trong ngày 17. Tại Nhật Bản, lũ lụt nghiêm trọng do bão đã làm chết 17 người và khiến 30.000 người khác phải đi di tản.

### Bão David
Bão David tạo ra những cơn sóng lớn gây xói mòn bờ biển ở Hawaii.

### Bão nhiệt đới Fritz (bão số 4)
Một rãnh gió mùa đã phát triển trên Biển Đông trong khoảng giữa tháng 9. Đối lưu sâu đã phát triển bên ngoài rìa của hoàn lưu mực thấp trước khi nhanh chóng củng cố gần trung tâm trong ngày 20 tháng 9. Tại thời điểm đó, JTWC đã phân loại hệ thống là áp thấp nhiệt đới 22W khi nó nằm trên khu vực gần bờ biển Việt Nam. Do ở gần đất liền, áp thấp nhiệt đới rất khó khăn để phát triển thêm cho đến khi nó đột ngột chuyển hướng về phía Đông trong ngày 22 tháng 9.
Tại Việt Nam, đã có 28 người thiệt mạng do bão và thiệt hại vật chất là 5,1 triệu USD.

### Bão Ella
Ella có nguồn gốc ở trung tâm Thái Bình Dương và nó đã trở thành bão nhiệt đới trong ngày 20 tháng 9 theo JTWC. Sau một thời gian di chuyển theo hướng Tây - Tây Bắc, Ella đã vòng lại hướng Đông Bắc và tan vào ngày 24 tháng 9.

### Bão Ginger
Nguồn gốc của bão Ginger là từ một nhiễu động nhiệt đới trên vùng vĩ độ thấp gần đường đổi ngày quốc tế trong ngày 21 tháng 9. Sang ngày 22, đối lưu sâu đã tập hợp xung quanh tâm hoàn lưu mực thấp và những dải mây mưa đã hình thành quanh hệ thống. Vào thời điểm 0530 UTC, JTWC ban hành "Cảnh báo sự hình thành của xoáy thuận nhiệt đới" cho hệ thống này và đến cuối ngày nó đã được chỉ định là áp thấp nhiệt đới 24W. Di chuyển chủ yếu về hướng Bắc, áp thấp nhiệt đới mạnh lên thành bão nhiệt đới trong ngày hôm sau, và nó được đặt tên là Ginger. Quá trình tăng cường đã diễn ra với tốc độ vừa phải cho đến khi hệ thống được nâng cấp lên thành một cơn bão cuồng phong vào ngày 25 tháng 9. Sau một thời gian kể từ khi trở thành bão cuồng phong, Ginger đã trải qua một giai đoạn phát triển vô cùng mạnh mẽ.
Kết thúc giai đoạn phát triển, cơn bão trở thành siêu bão cấp 5, với vận tốc gió đạt 165 dặm/giờ (265 km/giờ) vào lúc 0000 UTC ngày 27 tháng 9. Khi đó, Ginger có một con mắt nhỏ, sắc nét bao quanh bởi một khối mây trung tâm dày đặc và những dải mây đối lưu lớn. Một thời gian ngắn sau khi đạt đỉnh, Gilger bắt đầu chuyển hướng Đông Bắc và suy yếu. Cơn bão dần tăng tốc và trải qua quá trình biến đổi thành một hệ thống ngoại nhiệt đới. JTWC đã ban hành cảnh báo cuối cùng của họ đối với cơn bão vào lúc 0000 UTC ngày 30 tháng 9. Vài giờ sau, hệ thống ngoại nhiệt đới suy yếu xuống dưới ngưỡng cường độ bão cuồng phong. Tàn dư của Ginger tồn tại trong 2 ngày và nó di chuyển nhanh chóng hướng về miền Tây nước Mỹ. Vào ngày 2 tháng 10, cơn bão tác động đến khu vực này và tan một thời gian ngắn sau đó.
Tàn dư của Ginger đem đến gió mạnh và mưa lớn cho miền Tây nước Mỹ. Gió dọc theo bờ biển bang Oregon giật 69 dặm/giờ (111 km/giờ). Tổng lượng mưa lớn nhất ghi nhận được ở Felida, Washington là 1,3 inch (33 mm). Điện cung cấp tới 450 hộ dân cũng bị cắt trong một thời gian ngắn do gió mạnh.

### Áp thấp nhiệt đới 26W
26W phát triển từ một vùng thời tiết nhiễu động trên khu vực gần quần đảo Mariana vào ngày 29 tháng 9. Khi di chuyển qua gần Guam vùng nhiễu động này đã được chỉ định là một áp thấp nhiệt đới. Một thời gian ngắn sau, áp thấp nhiệt đới trở nên bất tổ chức do độ đứt gió không thuận lợi khiến mây đối lưu tách rời khỏi hệ thống. Trong vòng 24 giờ tiếp theo, hệ thống trở nên ngừng trệ trong chuyển động do dòng dẫn yếu trước khi một áp cao cận nhiệt phát triển ở phía Bắc khiến cho nó nhanh chóng di chuyển về phía Tây. Đến ngày 10 tháng 6, vùng áp thấp trở nên tách biệt khỏi hầu hết mây đối lưu của nó trước khi bị hấp thụ bởi một hệ thống front trong ngày tiếp theo.

### Áp thấp nhiệt đới Hank
Nguồn gốc của áp thấp nhiệt đới Hank là từ một vùng thấp trên Biển Đông vào cuối tháng 9. Ban đầu, đối lưu gắn kết với vùng thấp còn hạn chế và vận tốc gió là thấp. Trong những ngày tiếp theo, hệ thống dần có tổ chức hơn và đến ngày 3 tháng 10, JTWC đã ban hành "Cảnh báo về sự hình thành của xoáy thuận nhiệt đới". Tuy nhiên, trong phân tích sau cơn bão nhận định rằng khi đó Hank đã là một cơn bão nhiệt đới. Vào lúc JTWC ban hành "Cảnh báo về sự hình thành của xoáy thuận nhiệt đới", Hank đã đạt đỉnh cường độ với vận tốc gió 45 dặm/giờ (75 km/giờ) trước khi bị suy tàn bởi độ đứt gió mạnh. Cuối ngày 3 tháng 10, Hank suy yếu thành áp thấp nhiệt đới và ban đầu nó được cho là đã đổ bộ lên đất liền. Tuy nhiên, những phân tích ảnh từ vệ tinh cho thấy vùng tâm bão đã không đi vào đất liền cho đến ngày 5 tháng 10, một thời gian ngắn trước khi nó tan biến. Không có thiệt hại nào được ghi nhận liên quan đến cơn bão.

### Bão Ivan (Narsing)
Hình thành từ một vùng thời tiết nhiễu động trong ngày 13 tháng 10, Ivan dần mạnh lên thành một cơn bão cuồng phong khi nó di chuyển ổn định theo hướng Tây - Tây Bắc. Vào ngày 15 tháng 10, cơn bão đã trải qua quá trình tăng cường độ nhanh chóng và trạng thái siêu bão cấp 5 trong thang bão Saffir-Simpson. Đến cuối ngày 17, Ivan đạt đỉnh với vận tốc gió 185 dặm/giờ (295 km/giờ) cùng áp suất khí quyển 905 mbar (hPa). Một thời gian ngắn sau cơn bão bắt đầu suy yếu khi nó tiến gần đến Philippines. Ivan đã đổ bộ lên Bắc Luzon với vận tốc gió 140 dặm/giờ (220 km/giờ) vào ngày 20, trước khi suy yếu thành một cơn bão nhiệt đới trong ngày tiếp theo. Sau đó, cơn bão chuyển hướng Đông Bắc, trở thành một xoáy thuận ngoại nhiệt đới trong ngày 25 trước khi tan vào ngày hôm sau. Trong quãng thời gian hoạt động, Ivan đã được theo dõi bởi PAGASA và tên gọi của nó tại Philippines được tổ chức này chỉ định là Narsing.
Mặc dù lúc đổ bộ Ivan là một cơn bão mạnh, nhưng những tác động mà nó gây ra là khá nhỏ nếu so với cường độ khi đó. Tuy vậy cũng đã có 14 người thiệt mạng và 2 người khác được liệt kê mất tích. Ngành nông nghiệp chịu tổn thất nặng nề nhất, với hàng ngàn con vật nuôi bị chết đuối trong bão. Thiệt hại vật chất trên toàn Philippines là 9,6 triệu USD (USD 1997; tương ứng 13,1 triệu USD năm 2009). Tổng cộng có 1.799 ngôi nhà bị phá hủy, 13.771 ngôi nhà khác bị hư hại và 4.600 hecta đất nông nghiệp bị ngập lụt bởi cơn bão.

### Bão Joan
Bão Joan đã gây thiệt hại đáng kể trên khắp quần đảo Marshall, trong đó nghiêm trọng nhất là tại Anatahan nơi có 37 ngôi nhà bị phá hủy. Có ba người đã bị thương trong quá trình chuẩn bị bão khi gió giật thổi bay một tấm ván gỗ vào người dân. Thiệt hại do bão là 200.000 USD, chủ yếu là ở Anatahan.

### Bão Keith
Là cơn bão thứ 10 trong tổng số 11 cơn bão đạt cường độ siêu bão trên Tây Bắc Thái Bình Dương trong mùa bão năm 1997, Keith hình thành trên khu vực vĩ độ thấp thuộc quần đảo Marshall. Cơn bão đã vòng ngược lại hướng Đông Bắc sau một thời gian di chuyển theo hướng Tây và vượt qua eo biển giữa hai đảo Rota và Tinian (khoảng cách giữa hai đảo này chỉ là 93 km). Radar từ Guam đã chỉ ra rằng thành mắt bão của Keith đã không chạm tới bất kỳ hòn đảo nào khi nó di chuyển qua eo biển hẹp giữa hai đảo. Do vậy, quần đảo Mariana chịu ảnh hưởng của toàn bộ cơn bão. Vùng gió bão và cấu trúc mây của Keith là nhỏ gọn. Gió Tây thổi tiếp giáp bởi hai rãnh thấp gần xích đạo đã dẫn đến sự hình thành của Keith và một cặp hai cơn bão khác ở phía Nam bán cầu.

### Bão nhiệt đới Linda (Openg) (bão số 5)
Bão Linda sau khi đi qua Philippines và Biển Đông, đã đổ bộ Bán đảo Mã Lai vào ngày 3 tháng 11. Linda tăng cường trở lại ở vịnh Bengal, nhưng sau đó độ đứt gió theo chiều thẳng đứng mạnh đã làm nó tan biến trong ngày mùng 9.
Vào ngày 2 tháng 11, Linda tấn công mũi phía Nam Việt Nam, tỉnh Cà Mau, gây ra thiệt hại chưa từng có với 1.292 người thiệt mạng, phần lớn trong số đó là do chết đuối ở ngoài biển. Gần 80.000 ngôi nhà được báo cáo là đã bị phá hủy và 140.000 ngôi nhà khác bị hư hại nặng. Cơ sở hạ tầng (những con đường, trường học và bệnh viện) chứa hàng loạt những phần lúa bị ngập lụt. Những nơi chịu ảnh hưởng nặng nề nhất của cơn bão là các tỉnh Kiên Giang, Cà Mau, Bạc Liêu, Sóc Trăng, Trà Vinh, Bến Tre và Vũng Tàu. Đây là cơn bão tồi tệ nhất tại khu vực này trong khoảng 100 năm trở lại đây. Thiệt hại vật chất ước tính 7 nghìn tỉ VNĐ (409 triệu USD).
Ở những nơi khác như Thái Lan và Philippines, tổng số người chết do Linda tăng lên do lũ lụt và sự tàn phá nặng nề của cơn bão.

### Bão nhiệt đới Mort (Pining)
Cục quản lý Thiên văn, Địa vật lý và Khí quyển Philippines PAGASA đã theo dõi cơn bão từ ngày 12 đến ngày 16 tháng 11, và họ đặt tên nó là Pining.
Những tàn dư còn lại của Mort gây mưa lớn cho khu vực Bắc Luzon, gây ra lũ nhỏ.

### Bão Paka (Rubing)
Siêu bão cuối cùng trong năm hình thành trên khu vực Trung tâm Thái Bình Dương vào ngày 28 tháng 11. Di chuyển về phía Tây, hệ thống đã mạnh lên thành một cơn bão nhiệt đới trước khi vượt đường đổi ngày quốc tế trong ngày 7 tháng 12. Khi đó, điều kiện môi trường đã thuận lợi hơn một chút, và Paka duy trì là một cơn bão nhiệt đới đến ngày mùng 10. Năm ngày sau, Paka mạnh lên thành siêu bão, siêu bão thứ 11 trong năm. Ngày hôm sau nó đi qua Guam, và vào ngày 18 tháng 12, vận tốc gió của cơn bão đã tăng lên tới 185 dặm/giờ (295 km/giờ). Sau khi tiếp tục gây những thiệt hại lớn cho các nhóm đảo nhỏ hơn ở Tây Bắc Thái Bình Dương, Paka đã suy yếu nhanh chóng và tan trong ngày 22.
Ban đầu Paka tác động đến quần đảo Marshall, gây mưa lớn và thiệt hại là 80 triệu USD (USD 1997). Sau đó, nó đã di chuyển qua ngay sát phía Bắc Guam, gây gió mạnh phá hủy 1.500 ngôi nhà, làm 10.000 ngôi nhà khác bị hư hại; khiến 5.000 người mất nhà cửa, và gây tình trạng mất điện trên toàn hòn đảo. Tổng thiệt hại tại Guam là 500 triệu USD (USD 1997). Ngoài ra Paka cũng đã gây thiệt hại nhỏ tại quần đảo Bắc Mariana. Không có trường hợp thiệt mạng nào được báo cáo. Do những thiệt hại to lớn gây ra trên hàng loạt các đảo ở Tây Bắc Thái Bình Dương, cái tên Paka đã bị khai tử sau mùa bão và không bao giờ được sử dụng lại nữa.

## Tên bão
Trong năm 1997, bão nhiệt đới trên Tây Bắc Thái Bình Dương được đặt tên bởi JTWC. Cơn bão đầu tiên được đặt tên là Hannah và cuối cùng là Mort.
| - Hannah - Isa (9701) - Jimmy (9702) - Kelly (9703) - Levi (9704) - Marie (9705) | - Nestor (9706) - Opal (9707) - Peter (9708) - Rosie (9709) - Scott (9710) - Tina (9711) | - Victor (9712) - Winnie (9713) - Yule (9714) - Zita (9715) - Amber (9716) - Bing (9717) | - Cass (9718) - David (9720) - Ella - Fritz (9721) - Ginger (9722) - Hank | - Ivan (9723) - Joan (9724) - Keith (9725) - Linda (9726) - Mort (9727) |  |

Hai cơn bão Oliwa và Paka di chuyển vào khu vực Tây Bắc Thái Bình Dương từ vùng trung tâm Thái Bình Dương. JMA đã cho chúng các số hiệu lần lượt là 9719 và 9728.

### Tên bão ở Philippines
Cục quản lý Thiên văn, Địa vật lý và Khí quyển Philippines PAGASA sử dụng danh sách tên riêng của họ cho các xoáy thuận nhiệt đới nằm trong khu vực mà họ theo dõi. Danh sách dưới đây lặp lại với chu kỳ 4 năm. Đây là danh sách tên trùng với danh sách của mùa bão năm 1993.
| - Atring - Bining (9704) - Kuring (9707) - Daling (9708) - Elang (9709) | - Goring (9712) - Huling (9711) - Ibiang (9713) - Luming ( - Miling (9716) | - Narsing (9723) - Openg (9726) - Pining (9727) - Rubing (9728) - Saling | - Tasing - Unsing - Walding - Yeyeng - Anding | - Binang - Kadiang - Dinang - Epang - Gundang |

### Số hiệu tại Việt Nam
Ở Việt Nam một cơn bão (đạt cường độ bão nhiệt đới trở lên) sẽ được đặt số hiệu khi nó đi vào khu vực thuộc phạm vi theo dõi của Trung tâm Dự báo Khí tượng Thủy văn Việt Nam được xác định trên Biển Đông phía Tây kinh tuyến 120°Đ và phía Bắc vĩ tuyến 10°B. Số hiệu của bão được đặt theo số thứ tự xuất hiện của nó trong năm.
Dưới đây là các cơn bão được Trung tâm Dự báo Khí tượng Thủy văn Việt Nam đặt số hiệu trong năm 1997: (Kèm vùng đổ bộ)
| - Bão số 1 (Victor) (đổ bộ Nam Trung Quốc) - Bão số 2 (Zita) (đổ bộ Quảng Ninh) - Bão số 3 (Cass) (đổ bộ Nam Trung Quốc) - Bão số 4 (Fritz) (đổ bộ Quảng Nam) - Bão số 5 (Linda) (đổ bộ Cà Mau) |